# Notația Whyte

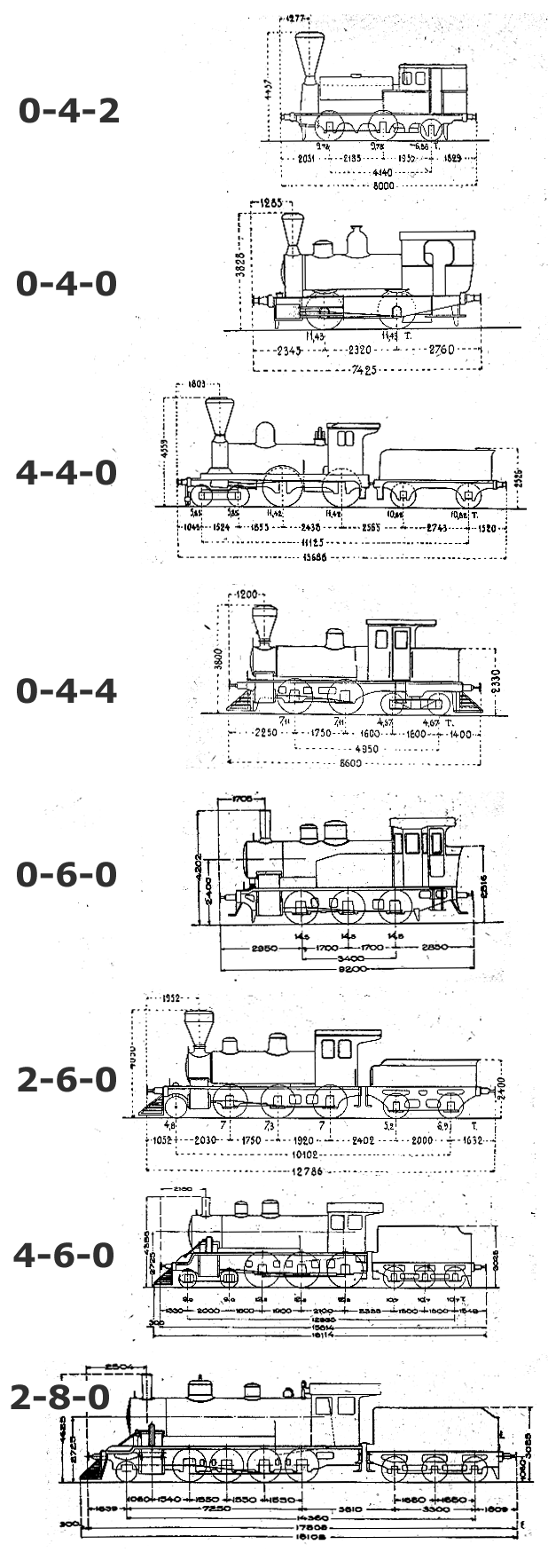
Exemple de aranjamet al roţilor

Notația Whyte (pronunție în engleză [wit]) este un sistem de clasificare a locomotivelor după aranjamentul roților, conceput de Frederick Methvan Whyte. În acest sistem se numără și grupează roțile ce au aceeași funcție. Primul este numărul de roți "de direcție" urmat de roțile de tracțiune și apoi roțile din spate cu rol de susținere a cabinei mecanicului și/sau o parte din cazanul locomotivei. Astfel o codificare ca 2-4-4 presupune 2 roți de direcție în față al căror ax este de obicei flexibil, 4 roți cuplate la motor și 4 roți de susținere.

## Legături externe
- Materiale media legate de Notația Whyte la Wikimedia Commons